# حرب بروكس باكستر
كانت حرب بروكس باكستر، المعروفة أيضًا بقضية بروكس باكستر، محاولة قام بها المرشح الخاسر بمنصب الحاكم جوزيف بروكس من جماعة «بريندل تيل» للحزب الجمهوري في أركنساس للسيطرة على الولاية من إليشا باكستر، الذي كان الحاكم من الحزب الجمهوري. انتصرت في النهاية حكومة باكستر، المعروفة أيضًا باسم «مينستريلز»، بدعم من «المستفيدون السياسيون» على بريندل تيل المدعومة من «السكالواج» و «المحررين».
بدأ النضال بالتصديق على دستور أركنساس لعام 1868، الذي أُعيد كتابته للسماح لأركنساس بالانضمام إلى الاتحاد بعد الحرب الأهلية الأمريكية. في أعمال إعادة الإعمار يطلب من الدول المتمردة بقبول التعديل الرابع عشر، ووضع الحقوق المدنية للمحررين، وسن دساتير جديدة توفر الاقتراع للمحررين بينما تحرم مؤقتًا الكونفدراليات السابقة. رفض بعض المحافظين والديمقراطيين المشاركة في كتابة الدستور وتوقفوا عن المشاركة في الحكومة. شكل الجمهوريون والاِتّحاديون الراغبين في إعادة انضمام أركنساس إلى الاتحاد ائتلافًا لكتابة الدستور الجديد وتمريره لحكومة ولاية جديدة. في أعقاب موجة من العنف الرجعي من قبل كو كلوكس كلان والاقتصاد السيئ، سرعان ما انقسم التحالف إلى فصيلين: المينسترلز، الذين كانوا في الغالب من المستفيدين السياسيين، وبريندل تيل، الذين كانوا في الغالب من السكالواج. أدى ذلك إلى محاكمة فاشلة لعزل الحاكم الجمهوري المستفيد سياسيًا باول كلايتون. ثم انتُخب عضوًا في مجلس الشيوخ من قبل جمعية أركنساس العامة.
أسفرت انتخابات عام 1872 لمنصب الحاكم عن فوز المينسترلز إليشا باكستر بفارق ضئيل على جوزيف بروكس من جماعة بريندل تيل في انتخابات تميزت بالتزوير والترهيب. طعن بروكس في النتيجة من خلال الوسائل القانونية، لم ينجح في البداية، لكن أقصى باكستر الكثير من قاعدته من خلال إعادة منع حق الانتخاب للكونفدراليات السابقة وفي عام 1874 أعلن بروكس حاكمًا من قبل قاضي المقاطعة الذي أعلن أن نتائج الانتخابات كانت مزورة. سيطر بروكس على الحكومة بالقوة، لكن باكستر رفض الاستقالة. كان كل جانب مدعومًا بميليشياته الخاصة المكونة من عدة مئات من الرجال السود. واندلعت عدة معارك دامية بين المجموعتين. أخيرًا، تدخل الرئيس الأمريكي يوليسيس إس جرانت على مضض ودعم باكستر، ما أدى إلى إنهاء القضية.
كان الصراع، الذي أعقبه إعادة هيكلة كاملة لحكومة الولاية بموجب دستور أركنساس لعام 1874، بمثابة نهاية لإعادة الإعمار في أركنساس، ما أدى إلى ضعف الحزب الجمهوري بشكل كبير في الولاية في حين تولى الديمقراطيون السلطة وسيطروا على الحاكم لمدة 90 عامًا.

## الخلفية

### دستور أركنساس لعام 1868
بعد الحرب الأهلية الأمريكية، كانت الولايات المتمردة، بما في ذلك أركنساس، في حالة من الفوضى. كما ذهب الرق الذين كانوا مفتاح اقتصاداتهم وبنيتهم الاجتماعية. جاء الشماليون، الذين أطلق عليهم الجنوبيون اسم «المستفيدون السياسيون»، إلى الولايات الجنوبية المهزومة للعمل في عملية إعادة البناء. في عام 1866، ازداد قلق الكونجرس من تطورات ما بعد الحرب في الولايات المتمردة: أُعيد انتخاب نخبة ما قبل الحرب الأهلية، بما في ذلك أصحاب المزارع وضباط الجيش الكونفدرالي، لشغل مناصب حكومية، وسنت الهيئات التشريعية الجنوبية «الرموز السوداء» ما حد من حقوق العبيد السابقين، فكان العنف ضد السود أمرًا شائعًا. ولإصلاح الأمر، أصدر الكونجرس قوانين إعادة الإعمار لعام 1867، وحل حكومات الولايات المتمردة وقسم الجنوب إلى مناطق عسكرية. لا يمكن إعادة الدول المتمردة إلى الاتحاد إلا إذا كتبوا وصدقوا على دساتير جديدة توفر الحقوق المدنية للمحررين، وقبول التعديل الرابع عشر.
في خريف عام 1867، صوتت أركانس لعقد مؤتمر دستوري جديد واختيار مندوبين، انعقد الاجتماع في ليتل روك في يناير 1868. استحوذ ائتلاف من الاِتّحاديون البيض الأصليين، والمحررين، والمستفيدين السياسيين على معظم المقترحات الحاسمة. وكان من بين القادة البارزين جيمس هيندز، وجوزيف بروكس، وجون مكلور، وباول كلايتون. تطلب الدستور الجديد منح حق الاقتراع (الحق في التصويت) للعبيد الذكور البالغين المعتقين، والذين يطلق عليهم الآن المحررين. أُعيد تقسيم الدوائر التشريعية لتعكس الوضع الجديد للمحررين كمواطنين مدنيين، باعتبارهم أعضاء من التعداد السكاني. حصلت حكومة الولاية على سلطات واسعة، مع إنشاء تعليم عام شامل (للسود والبيض) لأول مرة، بالإضافة لمؤسسات الرعاية، التي غابت في ظل الحكومة السابقة، وكانت ضرورية في أعقاب الحرب. مُنح الحاكم سلطات واسعة للتعيين دون موافقة تشريعية، بما في ذلك سلطة تعيين كبار مسؤولي الدولة مثل قضاة المحكمة العليا. كان الحاكم أيضًا رئيسًا لجميع مؤسسات الدولة تقريبًا، بما في ذلك مجلس أمناء الجامعة التقنية المنشأة حديثًا في الولاية، ومجلس الطباعة العامة، وحتى لجنة السكك الحديدية. كما حرم من حق التصويت مؤقتًا ضباط الجيش الكونفدرالي السابق والأشخاص الذين رفضوا التعهد بالإخلاص للمساواة المدنية والسياسية لجميع الرجال.
كان الحزب الديمقراطي أيضًا في حالة من الفوضى في أركنساس في 1867-1868. ومع ذلك، كان أحد المبادئ الموحدة للديمقراطيين هو تفوق البيض ومنع السود من الاقتراع. في 27 يناير عام 1868، أعلن مؤتمر الدولة الديمقراطي في ليتل روك، أن هدف الديموقراطيون المعلن هو توحيد «معارضي حق اقتراع الزنوج وهيمنتهم». عارض بعض قادة الأحزاب إعادة الإعمار لصالح استمرار الحكم العسكري، والذي كان بعيدًا عما يريدونه، لكن بدا أنه خيار أفضل من السماح للمحررين بالتمتع بجميع الحقوق المدنية للمواطنين البيض، بما في ذلك الحق في التصويت. لم تظهر الأجنحة المحافظة في الحزب ببساطة أي اهتمام بالدستور الجديد وظلت موالية للأفكار المتجسدة في الكونفدرالية. خلال المؤتمر الدستوري، عقد الديمقراطيون مؤتمرهم الحزبي. اختار الكثيرون مقاطعة الانتخابات على أساس أن الدستور الجديد غير قانوني، لأنه حرمهم من حق التصويت أثناء منح حق الاقتراع للمحررين، الذين أصروا على أنهم عرق أدنى. كما أنهم استبعدوا المحررين الذين كانوا الآن أكبر كتلة من الناخبين في الولاية، من خلال تبني قرارات ضدهم: قرارهم الأول للاتفاقية كان «الإقرار أننا نؤيد حكومة الرجل الأبيض في بلد الرجل الأبيض». أدلى حوالي نصف الناخبين المسجلين في الولاية بأصواتهم في انتخابات أبريل 1868، ووافق ثلث الذين صوتوا على الدستور الجديد.